# 와타나베 마사키
와타나베 마사키(일본어: 渡邉 将基, 1986년 12월 2일 ~ )는 일본의 전 축구 선수이다.

## 구단 경력
그는 2009년부터 2018년까지 J리그의 사간 도스, 요코하마 FC, 기라반츠 기타큐슈, 방포레 고후, FC 기후에서 활동하였다.